# Robin Hood and the Bishop

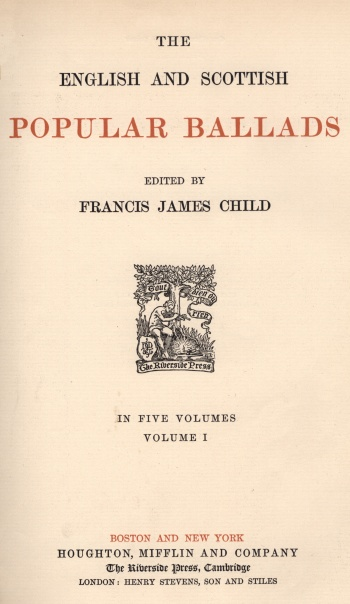
Portada de English and Scottish Popular Ballads de Francis James Child, 1904.

Robin Hood and the Bishop (en español: Robin Hood y el Obispo) es la balada n° 143 de la colección Child Ballads, en la cual se describe una aventura de Robin Hood.

## Historia
Esta balada es parte de la recopilación realizada por Francis James Child de varias baladas populares consideradas, en su tiempo, una amenaza por la religión protestante. Escritores puritanos, como Edward Dering en 1572, consideraban tales cuentos como locuras infantiles y tonterías.
La escritura de las baladas es posterior a la redacción de A Gest of Robyn Hode, aunque Child afirma que las diversas variaciones de la historia, le produjeron que los nuevos relatos se tornaran tediosos, y a veces repugnantes. Como muchas de ellas se realizaban en versiones más pequeñas, y con medios de publicación más paupérrimos, debían ser juzgadas en la pobreza de su contenido. Child señaló además que las colecciones de Roxburghe y Pepys (en las cuales algunas de las baladas que él mismo recopiló se encuentran incluidas), eran verdaderas colinas de estiércol, con joyas de mediano valor. A pesar de ello, la folclorista y etnomusicóloga Mary Ellen Brown ha señalado que la denigración de Child hacia estas baladas posteriores es evidencia de una visión ideológica que compartía con eruditos de su época, buscando excluir baladas realizadas al margen de la tradición oral y la literatura temprana.  Child y otros eran reacios a incluir tales cuentos en sus colecciones ya que pensaban que se alejaban de la tradición y no ayudaban a generar una reflexión.
Por otro lado, las nuevas baladas daban ciertos márgenes que, el jurista John Selden afirma, permiten ver como el viento se asienta. Tal como se toma una paja y se lanza por los aires, veréis hacia donde va el viento, pero no de la forma que sería arrojando una piedra. Más cosas sólidas no se muestran en la complexión de los tiempos de forma tan buena como lo es en baladas y libelos. Estas nuevas baladas sirven para analizar la visión de los contemporáneos de este escrito, de sus hechos y sus tendencias populares. Se ha especulado que la figura de Robin Hood era un rebelde campesino, pero el historiador medieval inglés J. C. Holt ha argumentado que los cuentos se desarrollan dentro de la alta burguesía, con protagonistas terratenientes en vez de campesinos, y que estos no mencionan las quejas de los campesinos, como el tema de los impuestos opresivos. A esto se añade que Robin no se rebela contra las normas de la sociedad, sino que la sostiene a esta a través de la generosidad, la devoción y la amabilidad. Otros estudiosos han visto en la literatura en torno a este personaje el reflejo de los intereses de la gente común contra el feudalismo. Por último, se suma la interpretación compatible con la visión de Selden de que las baladas populares proporcionan una valiosa ventana a los pensamientos y sentimientos de las personas comunes sobre temas de actualidad: para el campesinado, Robin se torna una figura redentora.

## Sinopsis
En un día soleado, Robin Hood está caminando por el bosque en busca de diversión cuando se da cuenta del paso del séquito de un obispo orgulloso. Lejos de sus hombres, Robin tiene miedo que el obispo lo cuelgue al verlo y atraparlo. Mira a su alrededor y va a la casa de una anciana, pidiéndole su ayuda (a cambio de un regalo anterior, donde le había hecho un regalo de zapatos y calcetines) para esconderse del obispo. Intercambian ropas, y luego Robin comienza a buscar a sus hombres, siendo avistado a la distancia por Little John, quien cree que es una bruja y piensa en dispararle, hasta que Robin revela su identidad. 
Mientras tanto, el obispo ha llegado a la casa de la anciana y se lleva a la anciana, creyendo que es Robin, y abandonando el sector a caballo. Sin embargo, más adelante se encuentra con un centenar de arqueros bajo un gran árbol y, para su consternación, la anciana se descubre e identifica al verdadero Robin Hood. Antes que el obispo pueda huir, Robin lo llama para quedarse, toma su caballo por las riendas y lo ata a un árbol. A continuación, le roba quinientas libras que el obispo llevaba en su manto y le deja marcharse, pero Little John exigen que este realice una Misa para ellos. Robin y sus hombres atan al obispo a un árbol y lo obligan a celebrar la eucaristía, para luego atarlo de espalda en su caballo y Robin le pide sarcásticamente que ore por él.

## Versiones existentes
La página web de la English Broadside Ballad Archive de la Universidad de California en Santa Bárbara ha digitalizado cuatro documentos del siglo XVII que contienen distintas versiones de esta balada: una de la colección Euing collection de la Biblioteca de la Universidad de Oxford, dos de la colección Pepys en el Magdalene College de la Universidad de Cambridge, y una de la colección de las Roxburghe Ballads en The British Library.